# Gilbert Hill

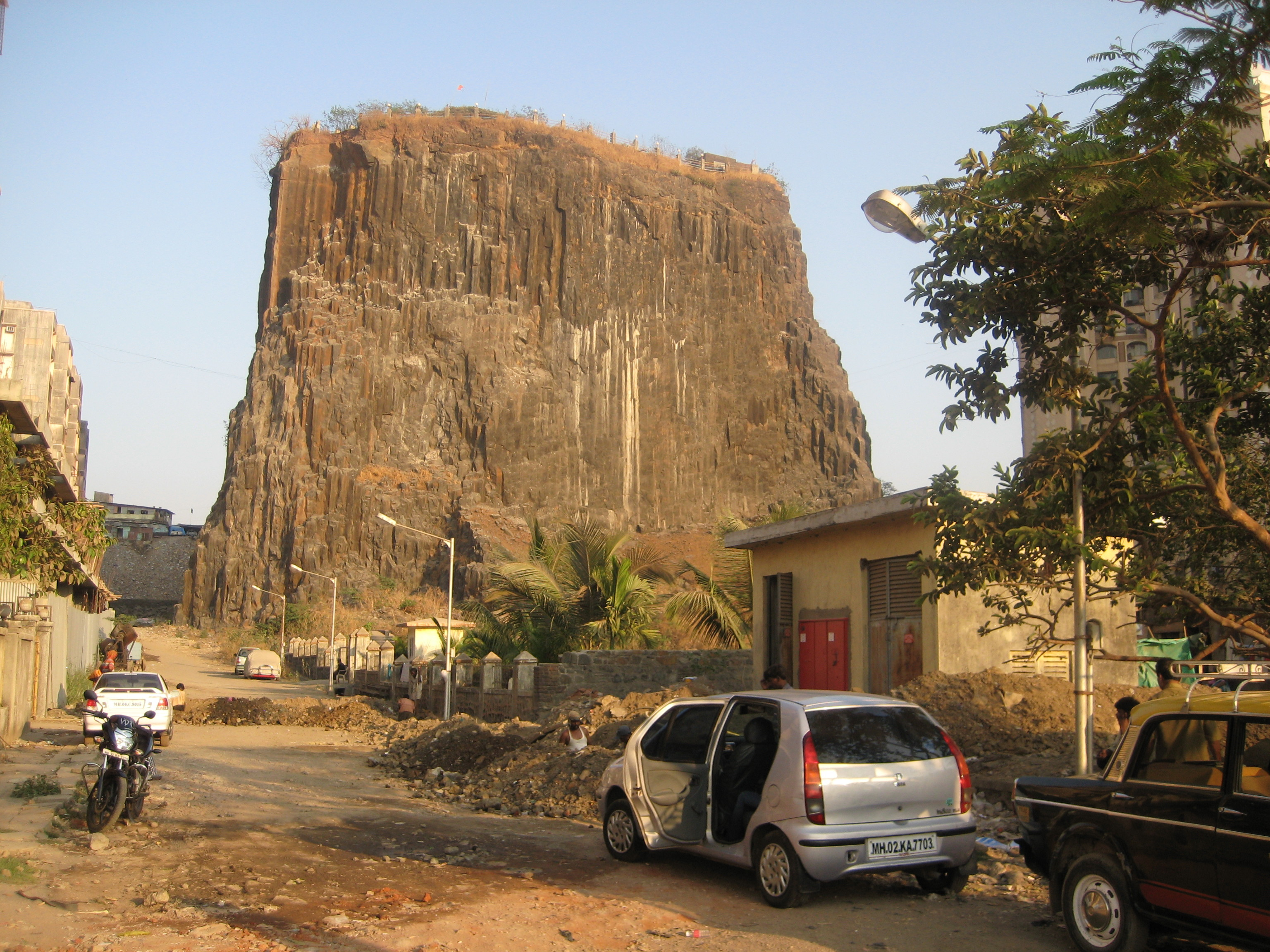
La Gilbert Hill è un monolito di basalto colonnare nero.

La Gilbert Hill è un monolito in basalto colonnare nero alto circa 200 ft (61 m) e situato a Andheri, località posta nella parte occidentale della città di Mumbai, in India.

## Caratteristiche
Il monolito ha una parete verticale a picco e si è formato circa 66 milioni di anni fa nel Mesozoico. In quel periodo le colate di lava si sparsero su gran parte del territorio degli odierni stati indiani di Maharashtra, Gujarat e Madhya Pradesh, coprendo un'area di 50.000 km2. Le eruzioni vulcaniche furono responsabili anche della distruzione di piante e vita animale durante quel periodo.
Secondo i geologi, la collina rocciosa visibile oggi è quanto resta di una cresta montuosa ed era formata da un grappolo di colonne verticali nella vicina Jogeshwari, che furono poi utilizzate come cave per la roccia. Queste colonne basaltiche sono simili alla Torre del Diavolo nello Stato americano del Wyoming e al Devils Postpile National Monument, situato nella California orientale.
Nel 1952, la Gilbert Hill è stata dichiarata Area naturale protetta dal Governo centrale indiano in base all'Indian Forest Act del 1927. Nel 2007, su pressione dei geologi, la collina fu dichiarata struttura protetta di II grado dalla Municipal Corporation of Greater Mumbai (MCGM) e l'attività estrattiva nei pressi del monumento fu vietata.
Nel corso del tempo la Gilbert Hill è andata incontro a importanti fenomeni di erosione.
Sulla sommità del monolito si trovano due templi Hindu, i templi di Gaodevi e di Durgamata, attorniati da un piccolo giardino e raggiungibili tramite una ripida scalinata scavata nella roccia. Dalla sommità della collina si gode una vista panoramica della sottostante città di Mumbai.
L'ente del turismo dello Stato del Maharashtra, Maharashtra Tourism Development Corporation, sta cercando di far diventare il monolito una meta di attrazione turistica, includendolo come fermata nel giro turistico della città di Mumbai.